# Черкашина-Губаренко, Марина Романовна
Марина Романовна Черкашина-Губаренко (22 июня 1938, Харьков — 28 июня 2024, Киев) — советский и украинский музыковед, музыкальный критик, педагог, либреттист. Доктор искусствоведения (1983), профессор (1985), академик Национальной академии искусств Украины (2017). Специализировалась в области теории и истории музыкального театра. Заслуженный деятель искусств Украины (2008).

## Биографические сведения
Родилась в семье актёров драматического театра «Березиль» Романа Черкашина и Юлии Фоминой.
В 1962 окончила Харьковскую консерваторию по классу Г. А. Тюменевой, в 1970 — аспирантуру Московской консерватории по классу Б. М. Ярустовского.
В 1962—1985 годах преподавала в Харьковской консерватории = Институте искусств им. И. П. Котляревского (с 1973 доцент, в 1979—1985 зав. Кафедрой истории музыки).
С 1985 — профессор Киевской консерватории = Национальной музыкальной академии Украины (c 1985 зав. Кафедрой истории музыки, в 1999—2015 — зав. Кафедрой истории зарубежной музыки, в 2017—2018 — зав. Кафедрой оперной подготовки).
1972 — кандидат искусствоведения (диссертация «Современная музыкально-психологическая драма: некоторые тенденции развития жанра»).
1985 — доктор искусствоведения (диссертация «Историческая опера первой половины XIX в. Проблемы интерпретации истории. Су́дьбы жанра»).
Член Союза композиторов СССР и Союза композиторов Украины (с 1970).
С 2000 член-корреспондент, с 2017 — действительный член Национальной академии искусств Украины.
Под руководством М. Р. Черкашиной-Губаренко написаны и защищены 8 докторских и 32 кандидатские диссертации.
Среди учеников музыковеды: К. Гейвандова, Г. Куколь, А. Сердюк, С. Лащенко, Е. Сакало, Г. Ганзбург, Л. Незнанова, Л. Гнатюк, И. Драч, И. Рябчун.
Умерла 28 июня 2024 года в возрасте 86 лет.

## Почётные звания, награды
- премия Союза театральных деятелей (1987)
- премия им. Н. В. Лысенко (1998)
- Заслуженный деятель искусств Украины (2008)
- Орден княгини Ольги III степени (2013)[2]

## Семья
- Отец — Роман Алексеевич Черкашин (1906—1993), актёр, заслуженный артист Украины, профессор.
- Мать — Юлия Гавриловна Фомина, (1907—1997), актриса Харьковского театра украинской драмы им. Т. Г. Шевченко.
- Муж — Виталий Сергеевич Губаренко (1934—2000), композитор, народный артист Украины.
- Дочь — Ирина Витальевна Губаренко (1959—2004), композитор, поэтесса.

## Основные труды

### Книги
- Черкашина М. Р. Опера ХХ століття: Нариси. — Київ, 1981. — 208 с.
- Черкашина М. Р. Александр Николаевич Серов. — Москва, 1985. — 162 с.
- Черкашина М. Р. Историческая опера эпохи романтизма. — Київ, 1986. — 182 с.
- Іванова І. Л., Куколь Г. В., Черкашина М. Р. Історія опери: Західна Європа XVII-ХІХ століття: навчальний посібник / За ред. М. Р. Черкашиної. — Київ, 1998. — 384 с.
- Черкашина М. Р. Творчі дебюти Жанни Колодуб. — Київ, 1999. — 24 с.
- Черкашина М. Р. Музыка и театр на перекрестке эпох: Сборник статей: В 2 т. — Київ, 2002 — Т. 1. — 184 с.; Т. 2. — 208 с.

### Статьи
| - 1. Дмитро Клебанов // Українське музикознавство. — Вип. 3. — Київ, 1968. - 1. Шевченко і музика // Музыкальная жизнь. — 1961. — 1961. — № 4. - 2. Молодые композиторы Харькова // Музыкальная жизнь. — 1961. — № 24. [У співавторстві з Т. Краснопольською] - 3. «Кобзарь» Шевченко и украинская музыка // Музыкальная жизнь. — 1964. — № 5. - 4. Голоса молодых // Советская музыка. — 1964. — № 11. - 5. «Коммунист» // Советская музыка. — 1965. — № 4. [За подписью М. Романова]. - 6. Котко на родине // Советская музыка. — 1967. — № 7. - 7. Поиски после премьеры // Советская музыка. — 1968. — № 6. [За по-дписью М. Романова]. - 8. Проблемы Казанского оперного // Советская музыка. — 1968. — № 8. - 9. Социально-психологическая трагедия // Советская музыка. — 1971. — № 6. - 10. Музично-психологічна драма ХХ сторіччя // Музика. — 1971. — № 1. - 11. Вірність традиціям // Музика. — 1972. — № 1. - 12. Вернуть былую славу // Советская музыка. — 1872. — № 9. - 13. Под знаменем добра // Советская музыка. — 1973. — № 2. - 14. Барометр «песенной погоды» // Советская музыка. — 1973. — № 5. - 15. Вихователь золотих голосів // Музика. — 1973. — № 5. - 16. Поэма о подвиге // Советская музыка. — 1974. — № 1. - 17. От «контрастной полифонии» к дуэту согласия // Советская музы-ка. — 1974. — № 6. - 18. Концерты съезда: мнения, оценки // Советская музыка. — 1974. — № 9. - 19. Майстерність і натхнення // Музика. — 1975. — № 1. - 20. Необычное исследование // Советская музыка. — 1975. — № 6. - 21. Рижская опера. Будни // Советская музыка. — 1978. — № 11. - 22. Четыре Сусанина. Подвиг героя-патриота в опере Глинки и сов-ременном ему искусстве. — Музыкальная жизнь. — 1979. — № 10. - 23. Гендель и театр // Советская музыка. — 1979. — № 9. - 24. «Вильгельм Телль» Россини // Музыкальная жизнь. — 1980. — 1980. — № 14. - 25. Панорама картин и лиц // Советская музыка. — 1981. — № 10. - 26. Три вечера весны // Советская музыка. — 1982. — № 7. - 27. Пам’яті В. І. Сокальського // Музика. — 1983. — № 5. - 28. «Коміше опер» у Києві // Музика. — 1984. — № 2. - 29. «Севильский цирюльник» // Музыкальная жизнь. — 1984. — № 8. - 30. Образи древнього Києва у вітчизняній опері // Музика. — 1982. — № 2. - 31. Забуте ім’я // Музика. — 1982. — № 4. - 32. «Известно, сколь велика выстроенность формы у Прокофьева» // Советская музыка. — 1985. — 1985. — № 4. - 33. Варшавский Большой в Москве // Советская музыка. — 1986. — № 1. - 34. Хореографічна версія літературної класики. «Війна і мир» на одеській сцені // Музика. — 1988. — № 2. - 35. «Слава нашему народу, рождающему таких художников» (К 80 летию Д. Шостаковича) // Под знаменем ленинизма. — 1986. — № 16. - 36. Театр вимагає перебудови // Музика. — 1988. — № 4. - 37. Любители оперы, отзовитесь // Советская музыка. — 1989. — № 5. - 38. Пам’яті композитора // Музика. — 1989. — № 5. - 39. Становление // Советская музыка. — 1990. — № 8. - 40. Смак, фантазія, культура (Англійська національна опера у Києві) // Музика. — 1990. — № 5. - 41. Наш земляк Сергій Прокоф'єв // Музика. — 1991. — № 4. - 42. Наполеон музыкальной эпохи: К 200 летию со дня рождения Рос-сини. — 1992. — № 1. [Совместно с И. Драч]. - 43. Діалог з колегою // Музика. — 1992. — № 4. - 44. Немецкий мастер как учитель Прокофьева // Музыкальная акаде-мия. — 1994. — № 3. - 45. Размышления о феномене оперы // Музыкальная академия. — 1995. — № 1. - 46. Наш Шостакович (До 90 річчя від дня народження) // Музика. — 1996. — № 5. - 47. «Набукко» Дж. Верди на киевской сцене // Зелёная лампа. — 1997. — № 1. - 48. Историческая опера как метажанр (на примере «Коронации По-ппеи» Монтеверди. «Юлия Цезаря» в Египте" Генделя. «Гугено-тов» Мейербера) // Музыкальная академия. — 1997. — № 1. - 49. Призрак оперы в прозе Михаила Булгакова // Музыкальная ака-демия. — 1997. — № 2. - 50. Шостакович на Украине / «Последний музыкальный гений эпо-хи» // Музыкальная академия. — 1997. — № 4. - 51. За лаштунками театру богині Кліо // Art Line. — 1997. — № 7-8. - 52. «Байройт-97» // Музика. — 1997. — № 6. - 53. Дело Мейербера с дистанции времени // Музыкальная академи-я. — 1998. — № 2. - 54. Паломничество в Байройт // Музыкальная академия. — 1998. — № 2. [За подписью М. Губаренко]. - 55. Мусоргский и Флобер // Зелёная лампа. — 1998. — № 1. - 56. От народной песни до додекафонной техники // Зелёная лампа. — 1999. — № 1-2. - 57. Сны и сновидения в биографии и творчестве Рихарда Вагнера («Лоэнгрин» и «Парсифаль») // Зелёная лампа. — 1999. — № 3-4. - 58. Франц Лист и Александр Серов // Зелёная лампа. — 1999. — № 3-4. - 59. Слідами Мюнхенського фестивалю // Кіно. Театр. — 2001. — № 6 (38). - 60. «Кармен» повертається // Музика. — 2002 — травень-червень, № 3. - 61. Опера для всех // Музыкальная академия. — 2002. — № 4. - 62. Балет «Анна Каренина»: тридцать лет спустя // Музыкальная академия. — 2003. — № 3. — С. 117—120. - 63. Публика выбирает оперу. // Музыкальная академия. — 2005. — № 1. - 64. «Пора нам в оперу скорей…». // Музыкальная академия. −2005. — № 4. - 65. Мюнхенский оперный фестиваль 2006. Конец главы. — Музыкальная академия, 2007, № 1, с.150-154 - 66. Дмитро Шостакович у Києві. — Музика, 2007, березень-квітень. — С.26-27. - 67. Мюнхенский оперный фестиваль 2006. Конец главы. — Музыкальная академия, 2007, № 1, с.150-154 - 68. Опера Вагнера в інтерпретації українських митців. -Кіно. Театр, 2006,№ 5, с.13-14 - 69. Дмитро Шостакович у Києві. — Музика, 2007, березень-квітень. — С.26-27. - 70. Вигадати велосипед. Авторська колонка Марини Черкашиної. — Тиждень, 2008, № 6, С.73 - 71. Українська музика у сучасному медіа-просторі: фрагменти і коментарі. — Музика, 2008, — травень-червень. — С. 11-13. - 1. Сучасник в музиці молодих // Соціалістична Харківщина. — 1962. — 16 січня. - 2. Класична опера на сучасній сцені // Соціалістична Харківщина. — 1963. — 8 лютого. - 3. Нереалізовані можливості // Радянська культура. — 1963. — 8 серпня. - 4. В эфире — музыка // Красное знамя. — 1963. — 19 октября. - 5. Любимый балет // Красное знамя. — 1963. — 7 декабря. - 6. О музыкальном воспитании // Красное знамя. — 1964. — 5 января. - 7. Путёвка в искусство // Красное знамя. — 1964. — 23 июня. - 8. Радостные встречи // Красное знамя. — 1964. — 24 июня. - 9. Перший Всесоюзний // Радянська культура. — 1964. — 12 липня. [У спів-авторстві з О. Гусаровою]. - 10. Симфонические вечера // Красное знамя. — 1964. — 21 октября. - 11. Осінні мелодії // Ленінська зміна. — 1964. — 30 жовтня. - 12. Концерти видатного скрипаля // Соціалістична Харківщина. — * 1965. — 15 січня. - 13. Поздоровляємо ювіляра // Соціалістична Харківщина. — 1966. — 14 січня. - 14. Як живеш, друже-пісне? // Соціалістична Харківщина. — 1966. — 14 жовтня. - 15. Профиль музыканта // Красное знамя. — 1966. — 27 декабря. - 16. Харьков — город фестиваля // Красное знамя. — 1967. — 10 марта. - 17. Они приедут в гости к нам // Красное знамя. — 1967. — 15 марта. - 18. Наши гости // Красное знамя. — 1967. — 18 марта. - 19. Після заключних акордів // Соціалістична Харківщина. — 1967. — 5 квітня. - 20. Український ювіляр // Соціалістична Харківщина. — 1967. — 12 липня. - 21. Концерты молодых музыкантов // Красное знамя. — 1965. — 22 мая. - 22. Так тримати, музиканти // Соціалістична Харківщина. — 1967. — 17 жовтня. - 23. Неоправдавшиеся обещания // Красное знамя. — 1967. — 23 ноября. - 24. Для найменших // Соціалістична Харківщина. — 1967. — 23 листопада. - 25. В общении с музыкой Красное знамя. — 1968. — 27 марта. - 26. Зустріч з Родіоном Щедріним // Вечірній Харків. — 1969. — 17 жовтня. - 27. В программе — Брамс // Красное знамя. — 1972. — 17 февраля. - 28. Первое знакомство // Красное знамя. — 1972. — 19 октября. - 29. Год создания — 1923 // Красное знамя. — 1972. — 22 ноября. - 30. «Даиси» в Харькове // Красное знамя. — 1972. — 19 октября. - 31. В ритмах сучасності // Культура і життя. — 1976. — 23 березня. - 32. Ричард III. Размышление после премьеры // Красное знамя. — 1976. — 13 октября. - 33. Новое прочтение классики («Энеида» И. Котляревского на сцене Запорожского музыкально-драматического Театра им. Н. Щорса) // Красное знамя. — 1980. — 10 июня. - 34. Щаслива доля (творчий портрет віолончеліста в. о. професора ХІМ Авер’янова Г. Б.) // Вечірній Харків. — 1980. — 19 листопада. - 35. Музикант-педагог (до 50 річчя Г. Б. Авер’янова) // Культура і життя. — 1980. — 4 грудня. - 36. Композитор, фольклор, традиція // Культура і життя. — 1981. — 17 вересня. [У співавторстві з К. Гайдамакою]. - 37. Уроки на всю жизнь (За дирижёрским пультом — Вахтанг Жорда-ния) // Красное знамя. — 1982. — 25 марта. - 38. С любовью к книге // Красное знамя. — 1982. — 1 июля. - 39. Славит великий дар жизни. Заметки музыковеда // Вечерняя Пермь. — 1984. — 28 апреля. - 40. Романтик думки // Культура і життя. — 1985. — 3 лютого. - 41. Виклик жорстокості і насильству // Вісті з України. — 1990. — 25 червня. - 42. Вагнеровское лето в Байройте // Зеркало недели. — 1997. — 6-12 сентября. - 43. Осенние мотивы // Зеркало недели. — 1997. — 15 ноября. - 44. Татьянин день // Зеркало недели. — 1998. — 24 января. - 45. Степан Турчак — in memoria // Зеркало недели. — 1998. — 21 февраля. - 46. О Пушкине, об учителе, о Боге // Зеркало недели. — 1998. — 18 апреля. - 47. Харьковские элегии Бориса Чичибабина // Зеркало недели. — 1998. — 6 июня. - 48. Реквием этерна // Зеркало недели. — 1998. — 22 августа. - 49. Мусикия под солнцем Эллады // Зеркало недели. — 1998. — 19 декабря. - 50. Памяти Альфреда Шнитке // Зеркало недели. — 1999. — 23 января. - 51. Птицы умирают в полёте // Зеркало недели. — 1999. — 27 февраля. - 52. Ромео и Джульетта на свидании с Пушкиным // Зеркало недели. — 1999. — 27 февраля. [За подписью Мария Пальчевская]. - 53. Театр, запрятанный в архивах // Зеркало недели. — 1999. — 3 апреля. - 54. Город Моцарта и весны // Зеркало недели. — 1999. — 5 июня. - 55. Парадоксы прижизненной славы и посмертной судьбы // Зеркало недели. — 1999. — 4 сентября. - 56. Память любит ловить во тьме // Зеркало недели. — 1999. — 25 сентября. - 57. Дом моего детства // Зеркало недели. — 1999. — 8 октября. - 58. Музыкальная постлюдия уходящего века // Зеркало недели. — 1999. — 30 октября. - 59. Жизнь — как на ладошке, в радости и печали // Зеркало недели. — 1999. — 20 ноября. - 60. Лёд тронулся, господа // Зеркало недели. — 1999. — 27 ноября. - 61. Фридрих Ницше — философ и музыкант // Зеркало недели. — 1999. — 18 декабря. - 62. Ныне отпущаеши… // Зеркало недели. — 1999. — 18 декабря. [За подписью Марина Губарненко]. - 63. «Зигфрид-идиллия» на американский лад // Зеркало недели. — 1999. — 25 декабря. - 64. Театральные чудеса в канун третьего тысячелетия // Зеркало недели. — 1999. — 31 декабря. - 65. Грипп искусству не помеха // Зеркало недели. — 2000. — 5 февраля. - 66. Симфония жизни и смерти Оксаны Петрусенко // Зеркало недели. — 2000. — 26 февраля. - 67. Прогулки по Италии и оперные грёзы маэстро Стадлера // Зеркало недели. — 2000. — 4 марта. - 68. Призрак, бредущий в Европу. Украинская музыкальная культура в европейском контексте — фантом или реальность? // Зеркало недели. — 2000. — 25 марта. - 69. Победы и дерзания дирижёра // Зеркало недели. — 2000. — 6 мая. - 70. Украинская опера как экзотика для иностранцев. На каком языке должны исполнятся произведения на национальной сцене? // День. — 2000. — 11 мая. - 71. Оперные бдения музыковедов в окрестностях Киева // Зеркало недели. — 2000. — 27 мая. - 72. Пять пудов любви и немного коммерции. «Ромео и Джульетя» Ш. Гуно на сцене Национальной оперы Украины // Зеркало недели. — 2000. — 10 июня. - 73. Звёздные вечера Мариинки // Зеркало недели. — 2000. — 8 июля. - 74. Магия белых ночей // Зеркало недели. — 2000. — 15 июля. - 75. На родине дедушки Ленина // Зеркало недели. — 2000. — 2 сентября - 76. Неотразимое обаяние Церлины // Зеркало недели. — 2000. — 28 октября. - 77. Он был прав, этот Генрих IV — Париж стоит мессы // Зеркало недели. — 2000. — 3 декабря. - 78. Покоряющая красота совершенных форм // Зеркало недели. — 2000. — 9 декабря. - 79. «Пиковая дама» — путешествие во времени // Зеркало недели. — 2000. — 30 декабря. - 80. Контрасти Львівської осені // Дзеркало тижня. — 2000. — 21 жовтня. - 81. Песенный язык народа // Зеркало недели. — 2001. — 13 января. - 82. Сад музыкальных грёз Кароля Шимановского // Зеркало неде-ли. — 2001. — 27 января. - 83. Верди-флотилия на берегах Днепра // Зеркало недели. — 2001. — 3 февраля. - 84. Метаморфозы петербургского балета // Зеркало недели. — 2001. — 24 февраля. - 85. Дискурс нової музики у Львові // Дзеркало тижня. — 2001. — 8 березня. - 86. Європейське турне Львівського «Набукко» // Дзеркало тижня. — 2001. — 17 березня. - 87. «Звёздный» проект в стиле праздничного шоу // Зеркало неде-ли. — 2001. — 17 марта. - 88. Харьковские премьеры Виталия Губаренко // Зеркало недели. — 2001. — 31 марта. - 89. Влюбись в три апельсина // Зеркало недели. — 2001. — 28 апреля. - 90. Оперна столиця Галичини — рух у часі // Дзеркало тижня. — 2001. — 19 травня. - 91. Династический дебют в стенах национальной оперы // Зеркало недели. — 2001. — 26 мая. - 92. Обольстительный голос гитары // Зеркало недели. — 2001. — 9 июня. - 93. Музична версія «Слова»… // Дзеркало тижня. — 2001. — 7 липня. - 94. Дорога длиною в судьбу // Зеркало недели. — 2001. — 14 июля. - 95. Homo symbolico в мире театральных фантазий // Зеркало недели. — 2001. — 28 июля. - 96. Оперный Мюнхен вчера, сегодня, завтра // Зеркало недели. — 2001. — 14 августа. - 97. Опера для всех и для гурманов // Зеркало недели. — 2001. — 23 августа. - 98. Осенний марафон «Киев-Музик-Феста» // Зеркало недели. — 2001. — 29 сентября. - 99. Метаморфозы красоты в мире пластических образов Михаила Фокина // Зеркало недели. — 2001. — 1 декабря. - 100. Семь вечеров в Баварской опере // Большой театр. — 2001. — № 5. — Сентябрь. - 101. Маршруты странствующих музыкантов // Зеркало недели. — 2001. — 8 декабря. - 102. Оперний «Мойсей» у святковому просторі // Дзеркало тижня. — 2001. — 15 грудня. - 103. Новая «Кармен» — без сюрпризов и неожиданностей? // Зеркало недели. — 2002. — 12 января. - 104. Империя оперы в зеркале критики // Зеркало недели. — 2002. — 26 января. - 105. Земные странствования инопланетянина Арнольда Шёнберга // Зеркало недели. — 2002. — 16 февраля. - 106. В поисках отвергнутого смысла // Зеркало недели. — 2002. — 16 марта. - 107. Звуки космоса на крыльях тишины // Зеркало недели. — 2002. — 23 марта. - 108. Оперное лето в Баварии // Зеркало недели. — 2002. — 17 августа. - 109. Страсти по Рихарду Вагнеру продолжаются // Зеркало недели. — 2002. — 31 августа. - 110. Они были первыми // Зеркало недели. — 2002. — 12 октября. [За подписью Ирина Арнаутова]. - 111. Музыкальные приношения Родиона Щедрина // Зеркало недели. — 2002. — 21 декабря. - 112. Творчество на вывоз Национальной оперы Украины // Зеркало недели. — 2003. — 1 марта. - 113. Большой театр решается на эксперимент // Зеркало недели. — 2003. — 27 мая [За подписью Ирина Арнаутова]. - 114. На родине девяти муз // Зеркало недели. — 2003. — 12 июля. [За подписью Ирина Арнаутова]. - 115. Пять вечеров и 350 лет Мюнхенской оперы // Зеркало недели. — 2003. — 9 августа. - 116. Вагнер в Мюнхене и Байройте // Зеркало недели. — 2003. — 16 августа. [За подписью Ирина Арнаутова]. - 117. Браво, маэстро, браво, музыканты // Зеркало недели. — 2003. — 25 октября. - 118. Творчество на вывоз Национальной оперы Украины // Зеркало недели. — 2003. — 1 марта. - 119. Большой театр решается на эксперимент // Зеркало недели. — 2003. — 27 мая [За подписью Ирина Арнаутова]. - 120. На родине девяти муз // Зеркало недели. — 2003. — 12 июля. [За подписью Ирина Арнаутова]. - 121. Пять вечеров и 350 лет Мюнхенской оперы // Зеркало недели. — 2003. — 9 августа. - 122. Вагнер в Мюнхене и Байройте // Зеркало недели. — 2003. — 16 августа. [За подписью Ирина Арнаутова]. - 123. Браво, маэстро, браво, музыканты // Зеркало недели. — 2003. — 25 октября. - 124. «Катерина Измайлова» возвращается — ремейк, реанимация, постлюдия? — Зеркало недели, 28 февраля 2004 года. - 125. Оперные мифы, которые пересказывает театр. — Зеркало недели, 14 августа 2004 года. - 126. Свита играет короля, публика выбирает оперу. — Зеркало недели, 28 августа 2004 года. - 127. О магии голоса — языком пластики.- Зеркало недели, 19 марта 2005 года. - 128. Какой лидер нужен оперному театру? — Зеркало недели, 11 июня 2005 года. - 129. Пора нам в оперу скорей. — Зеркало недели, 13 августа 2005 года. - 130. Пора нам в оперу скорей. Российская музыкальная газета, 2005. — № 9. - 131. «Ми — березильцы». Исполнилось 100 лет со дна рождения известного театрального режиссёра и педагога Романа Алексеевича Черкашина. — День, 29 марта 2006 года - 132. Возвращение «Тристана и Изольды». Новая премьера мариинцев — ещё один триумф маэстро Гергиева. — День, 29 апреля 2006 года. - 133. В поисках «Нюрнберга». В Будапеште звание мастера получили наши соотечественники. — День, 3 июня 2006 года. - 134. Праздник оперы с ностальгической нотой. В Мюнхене прошёл музыкальный летний фестиваль. — День, 9 августа 2006 года. - 135. Мюнхенский оперный. 2006. — Мариинский театр, 2006, № 5-6, с.6 - 136. Обновление… Опыт постановок современной хореографии на сцене Национального театра в Белграде. — День, 1 марта 2007, с. 7 - 137. Оперне літо в Мюнхені — час змін. — День, 8 серпня 2007, С.7 - 138. Любов і режисери. — День, 9 серпня 2007, С. 7 - 139. Последняя любовь мастера. Дмитрий Шостакович глазами его жены. — День,2006, 20 декабря - 140. Последний герой истории без героев. В городе великих музыкантов. — День, 7 декабря 2007, С.18 - 141. Триликий Олександр Білозуб. — День, 18 січня 2008.С. 18 - 142. Олімп Мирослава Скорика. — День, 13 лютого 2008. - 143. Мучениця нашого часу. Роздуми про сучасну українську оперу. — День, 23 лютого 2008, С. 7 |

### Либретто
К произведениям В. Губаренко:
- Вий. Опера-балет (в соавторстве с Л. Михайловым, 1980)
- Сват поневоле. Опера (1984)
- Альпийская баллада. Опера (1985)
- Згадайте, братия моя. Опера-оратория (1990)
- Одиночество. (1992)
- Монологи Джульетты (1998)